# Підлозове
Підлозове́ (хутір Підлозовий) — село Срібнянського району Калюжинської сільради до 1980-х рр. Розташоване за 5 км від села Калюжинці.
Уперше згадується у 1910 році.
Входило до Сокиринської волості Прилуцького повіту. У 1910 в хуторі Підлозовий — 28 господарств, з них козаків — 8, селян — 20, налічувалося 198 жителів, у тому числі 1 швець, 14 ткачів, 7 поденників, 1 займався інтелігентними та 8 — іншими неземлеробськими заняттями, все інше доросле населення займалося землеробством. 224 десятини придатної землі. У 1923-30 Підлозове підпорядковане Калюжинській сільраді. 1925 — 15 дворів, 58 жителів; 1930 — 52 двори, 259 жителів. Статус села одержало у 1958 році. У 1980-х рр. мешканці були переселені.
Зняте з обліку 8 серпня 1995 року